# معركة دير العاقول
معركة دير العاقول هي معركة وقعت في الثامن من نيسان/أبريل عام 876 بين القوات الصفارية بقيادة الأمير يعقوب بن الليث والخلافة العباسية، جرت أحداثها في منطقة بلدة دير العاقول التي تبعد عن بغداد حوالي 80 كيلومتراً جنوب غرب. وانتهت بنصر حاسم للعباسيين وإجبار يعقوب على إيقاف توغله داخل العراق.
كانت منطقة دير العاقول البلدة المركزية في منطقة الأراضي الخصبة فكانت أهم بلدة على نهر دجلة بين بغداد وواسط.

## خلفية
منذ اغتيال الخليفة المتوكل سنة 861 والخلافة العباسية تعيش حالة من الاضطراب (فوضى سامراء). بذلت قوات الجيش التركية جهدها ليبقى زمام الامور بأيديهم، وكان يتم إسقاط أي خليفة لا يرضي أو لا يستجيب لمطالبها. بين موت المتوكل وتولي المعتمد على الله للخلافة سنة 870، لقي ثلاث خلفاء حتفهم بطريقة عنيفة. وصلت سمعة الخلفاء ومكانتهم في تلك الفترة إلى درجة كبيرة من الضعف بسبب ممارسات الاتراك الغير مسبوقة للسيطرة على الإمبراطورية، واستنزاف الخلفاء للثروات بشكل غير مسبوق لزيادة قوتهم.
بسبب تدهور الوضع في العاصمة، استغلت مجموعات مختلفة في اجزاء مختلفة من الإمبراطورية فترة الضعف التي تمر بها الخلافة. في طبرستان سيطرت سلالة الزيدي على الحكم عام 864. وفي عام 868 أعلن القائد التركي أحمد بن طولون سيطرته على مصر واستقلاله عن سامراء عام 869.بدأت ثورة الزنج في خوزستان والجزء الجنوبي من العراق والتي شكلت خطرا حقيقيا على الخلافة في تلك المنطقة.
في بلاد فارس كان الخطر الأهم الذي يهدد الخلافة متمثلا بالصفاري يعقوب بن الليث الصفار. وصل يعقوب إلى السلطة عام 861 في سيستان. التي كانت بيد فرق ايار منذ عام 854. بدأ يعقوب بالتوسع سريعا وفي عام 873 سيطر على خراسان وعطل حكم الطاهريين الذين كانوا حكام موالين للخلافة العباسية. وبذلك بسط سيطرته على معظم اجزاء شرق ووسط إيران بالإضافة إلى مناطق من أفغانستان.
في سامراء، بدأت المصالحة بين الاتراك والخلفاء العباسيين في عهد المعتمد على الله (870-892). كان الموفق بالله (شقيق المعتمد على الله) سبب نجاح هذه المصالحة، فقد كانت لديه علاقات جيدة مع القادة الاتراك مثل موسى بن بغا، بدأ بكسب القوة والسيطرة تدريجيا إلى أن أصبح الحاكم الرئيسي للإمبراطورية. كان موسى بن بغا مسؤولا عن حكومات عدة اقاليم شرقية، لكنه فشل في احراز أي تقدم على الثوار ما ادى إلى استقالته من منصبه بعد ان سيطر الموفق على تلك المناطق.
كانت الحكومة العباسية قلقة بشأن التهديد الذي يمثله الصفارين عليهم، خصوصا بعد ان احتل يعقوب بلاد فارس من محمد بن واصل في 875. تحرك يعقوب من فارس باتجاه خوزستان، واستولى على رامهورمز في كانون الأول عام 875. وصل هذا التحرك بجيش الصفارين إلى حدود العراق. إضافة إلى جعل يعقوب اقرب إلى ثورة الزنج؛ تخوف العباسيين من ان يصبح الصفارين والزنج فرقة واحدة ضد الخلافة العباسية، بالرغم من رفض يعقوب لعرض العبيد بأن يصبحوا حلفاءه. كان ذلك يشكل تطورا خطيرا في مسار الأحداث، وشعر الخليفة انه لا يمتلك مصادر القوة التي تجعله يوقف تقدم يعقوب. كل مؤيدي يعقوب في بغداد، الذين كانوا قد سجنوا عام 873 والذين كانوا من انصاره في غزوه لخراسان، اصبحوا طلقاء. أرسل الخليفة المعتمد على الله سفيرا إلى يعقوب يعرض عليه ان يكون حاكما لخراسان وطبرستان وبلاد فارس وجرجان والري.
شعر يعقوب ان العرض سببه ضعف موقف الخلافة لذلك رفضه وكتب إلى الخليفة انه سيتقدم نحو العاصمة. اعتبر اتراك سامراء ان هذا العرض سيؤدي إلى عزلهم وان يعقوب يمثل تهديدا لمصالحهم. بعد ان رأى الخليفة ان الاتفاق مع الصفارين أصبح مستحيلا لم يجد حلا الا الحرب واعلن يعقوب عدوا رسميا للخلافة. في السابع من اذار عام 876، غادر الخليفة سامراء تاركا لابنه الموفق بالله مسؤولية الخلافة. وفي الخامس عشر من اذار، وصل إلى بغداد واقام معسكره هناك. سار الجيش من هناك نحو سير بني كوما حيث التحق بهم القائد مسرور البلخي بعد ان تباطأ جيش يعقوب. والتحق بجيش بالخليفة قوات اضافية.
من جهته سافر يعقوب بجيشه عبر خراسان وفي هذه الاثناء انشق قائد من جيش الخليفة والتحق به مع دخوله العراق. استطاع القائد العباسي مسرور البلخي ابطاء تقدمهم بإفاضة الأراضي الخارجية في واسط، لكن جيش الصفارين تمكن من عبور المنطقة ودخول واسط في 24 من آذار. بعدها غادر واسط واستعد لدخول بلدة دير العاقول التي تبعد حوالي 50 ميل عن بغداد. يذكر أحد المصادر ان يعقوب في الحقيقة لم يكن يتوقع المعركة مع الخليفة وبدل ذلك كان يعتقد ان الخليفة سيرضخ لمطالب الصفارين أيا كانت. أرسل المعتمد على الله الموفق لإيقافه والتقى الجيشين في منطقة دير العاقول على نهر دجلة.

## المعركة
بدأت المعركة في الثامن من نيسان. قبل بدء المعركة استعرض يعقوب قواته التي كانت يقدر عددها بما يقارب العشرة آلاف. وأما العباسيون فكان لهم التفوق العددي والفائدة من القتال على أرض يعرفونها. كان مركز الجيش العباسي تحت إمرة الموفق. الجناح الأيمن تحت إمرة موسى بن بغا والأيسر بقيادة مسرور البلخي. وجهوا نداء أخيراً للصفارين للعودة بولائهم إلى الخليفة فرفضوا وبعدها بدأت المعركة.
كان القتال محتدما معظم ذلك اليوم. كان جيش الصفارين ممتنعا بعض الامتناع عن قتال الخليفة وجيشه. وكانت الخسائر جسيمة من كلا الطرفين، قتل العديد من القادة العباسيين والصفارين في المعركة. جرح يعقوب فَلَمْ يتركِ الميدان. وحين اقترب المساء وصلت التعزيزات لمساندة الموفق. أحدث المولى نصير هجوماً مضللاً إذ هاحم القطعات الخلفية للجيش الصفاري من قوارب في نهر دجلة أضرم النار في قافلة أمتعة الجيش الصفاري ومؤونته، فازداد العباسيون تقدماً.
في النهاية بدأ الجيش الصفاري بالهروب من المعركة، بقي يعقوب وحراسه المقربين مستمرين بالقتال لكنهم اصبحوا مجبرين على الانسحاب من الميدان بعد انسحاب جيشهم. اغرق الخليفة الأراضي خلف الصفارين قبل المعركة _كما ذكر انفا_ مما جعل الانسحاب صعب، العديد من الرجال غرقوا في محاولتهم الهرب من الجيش العباسي. بخروج الصفارين السريع استطاع الموفق الاستيلاء على امتعة يعقوب. جلب يعقوب معه العديد من السجناء السياسيين ومنهم الطاهري محمد بن طاهر الذي وقع بيد العباسيين وتم تحريره.

## النتائج
أوقفت المعركة تقدم يعقوب بشكل كامل، وبذلك انهت أحد اخطر التهديدات على الخلافة في الجزء الأخير من القرن التاسع عشر. لم يقم يعقوب بأي حملات أخرى على العراق. وبعد النصر قام المعتمد بتعيين عدد من افراد الحكومة للحكم في إيران، فقد عين محمد بن واصل على فارس ومحمد بن طاهر على خراسان، لكنهم لم يكونوا قادرين على فرض حكمهم على الصفارين. توفي يعقوب بعد ذلك بثلاث سنوات في عام 879. توصل عمرو _ اخوه ووريثه _ إلى اتفاق سلام مع الخليفة. تمكن العباسيين من اكمال فرض سيطرتهم على عدة اقاليم، اخمدوا ثورة الزنج عام 883. وعادت مصر وبلاد فارس إلى سيطرة العباسيين.